# 代謝拮抗剤

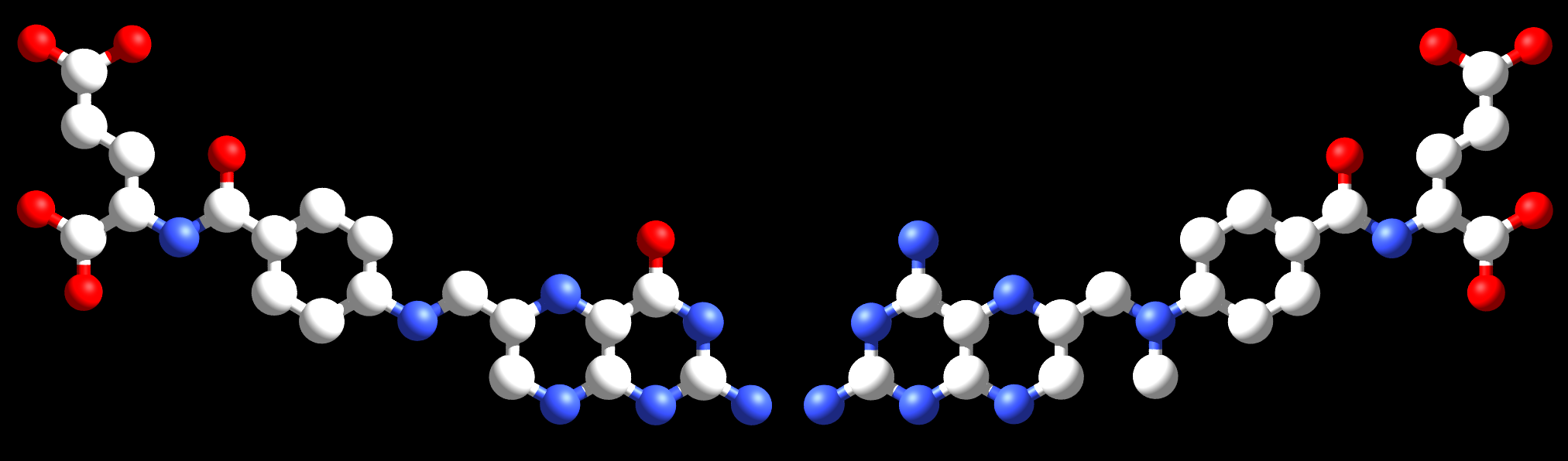
メトトレキサート（右）は、葉酸（左）の代謝を阻害する代謝拮抗剤である。

代謝拮抗剤（たいしゃきっこうざい、英: antimetabolite）は、代謝の過程で生成する代謝物質の利用を阻害する物質である。このような物質は、葉酸の利用を阻害する抗葉酸剤のように、しばしば代謝物質と構造が類似している。代謝拮抗剤の存在は、細胞成長や細胞分裂を妨げ、細胞にとって有毒であるため、癌の化学療法に用いられる。

## 機能

### 癌の治療
代謝拮抗剤はDNA生産を阻害し、これによって腫瘍細胞の成長と分裂を妨げることから、癌の治療に用いることができる。癌細胞は他の細胞と比べて分裂の期間が長いことから、細胞分裂の阻害は、他の細胞よりも癌細胞により多く害を与える。
代謝拮抗剤は、DNAの構成材料であるプリン（アザチオプリン、メルカプトプリン）やピリミジンを装い、細胞周期のS期において、これらの物質のDNAへの取り込みを妨げ、通常の成長や分裂を停止させる。
これらの物質は、RNAの合成にも影響を与える。しかし、チミジンはDNAの合成には使われるもののRNAの合成には使われないため、チミジル酸合成酵素によるチミジン合成の阻害は、RNA合成に対してDNA合成を選択的に阻害する。
その効率性のため、これらの薬剤は、細胞性塞栓として最も広く使われている。
解剖治療化学分類法では、L01Bに分類される。

### 抗生物質
代謝拮抗剤は、4-アミノ安息香酸と競合することで、細菌中でのジヒドロ葉酸の合成を阻害し、抗生物質になりうる。

## 型
これらの物質の主なカテゴリーは、以下の通りである。
- 塩基アナログ（ヌクレオ塩基を変更）
  - プリンアナログ
  - ピリミジンアナログ
- ヌクレオシドアナログ
  - ヌクレオ塩基を変更したヌクレオシド
  - 糖成分を変更したヌクレオシド（シタラビン等）
- ヌクレオチドアナログ
- 抗葉酸剤